# Газовий промисел

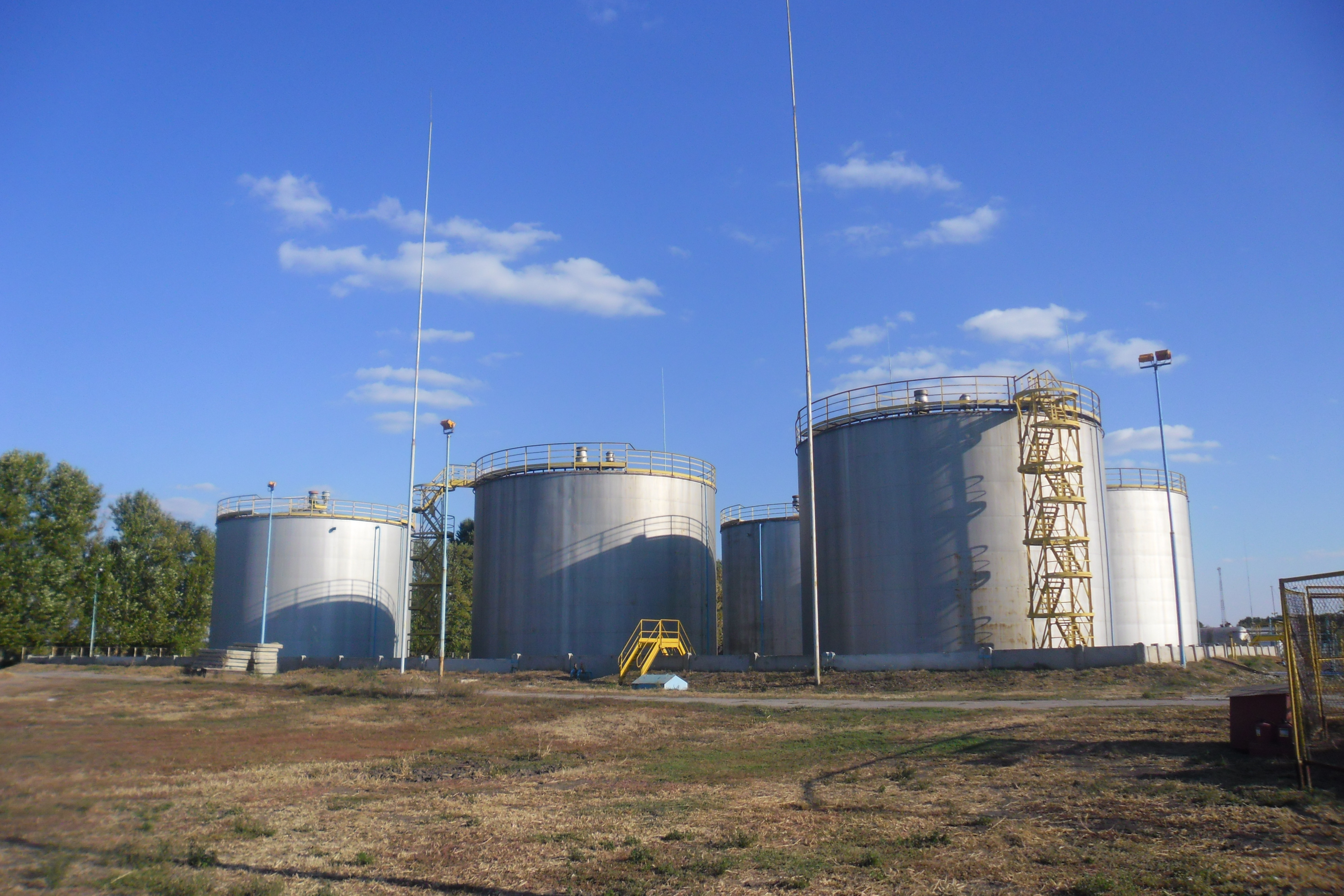
Газовий промисел. Резервуарний парк.

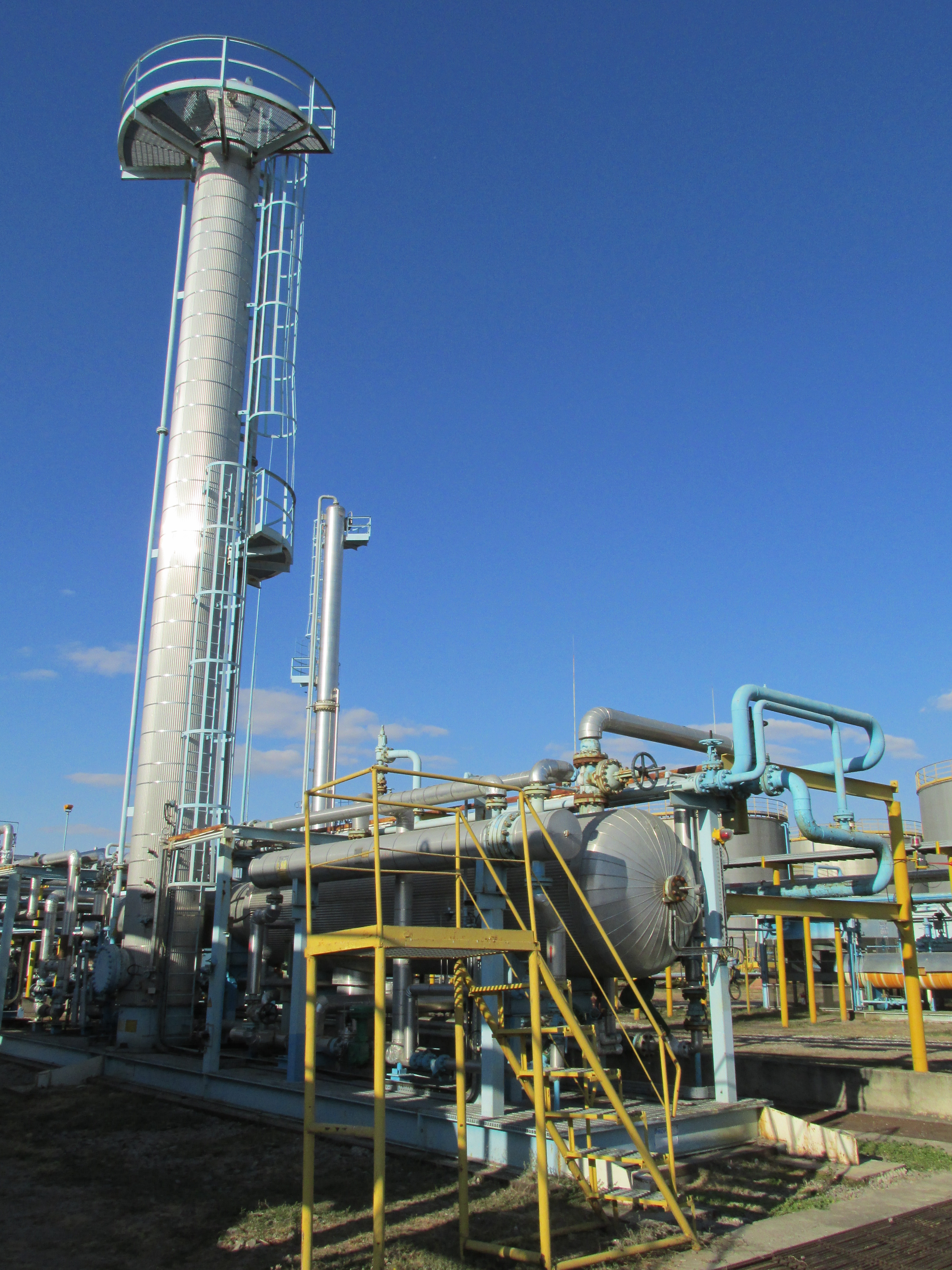
Газовий промисел.

Сепараційна установка.

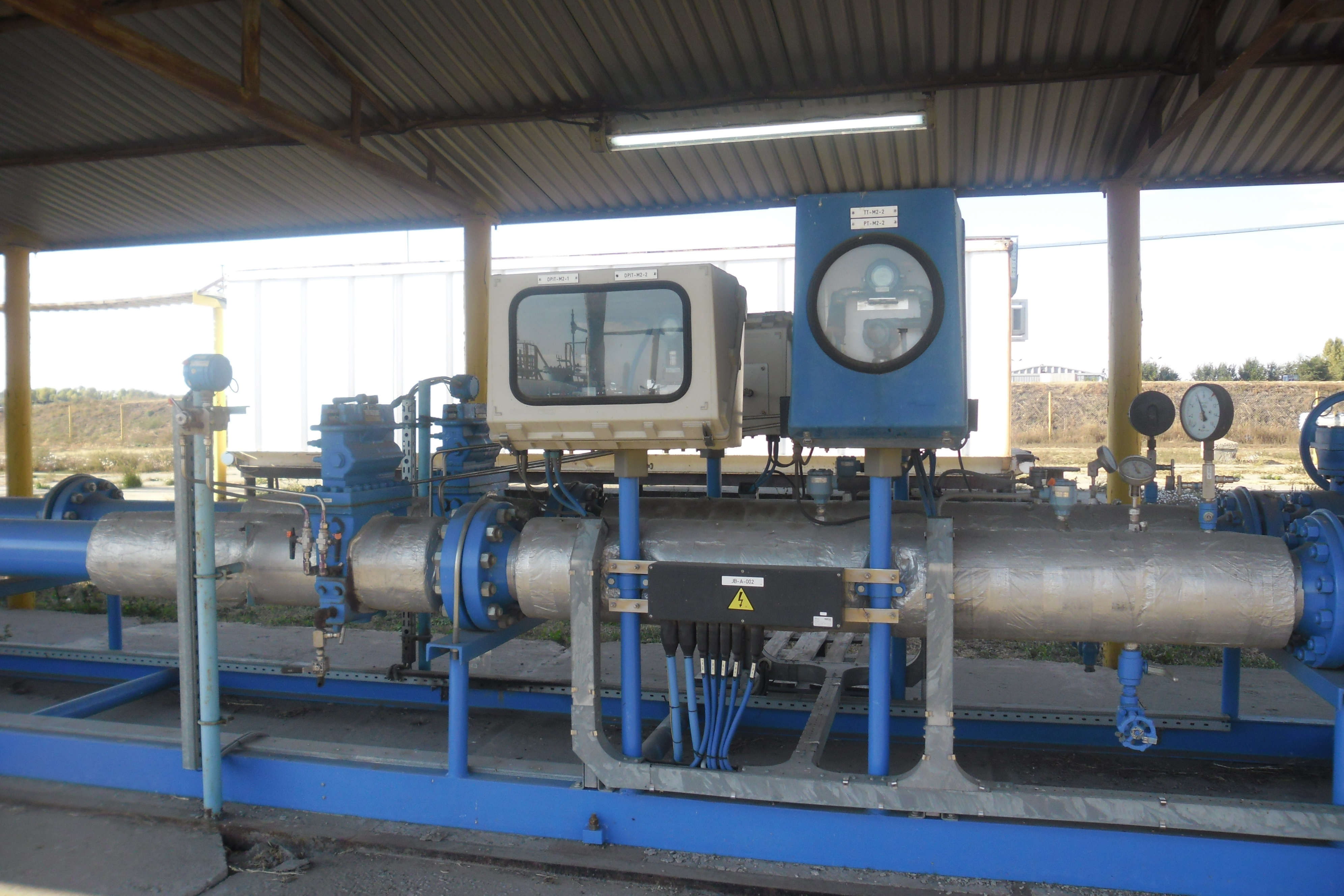
Газовий промисел. Монтаж дифманометра на об'єкті.

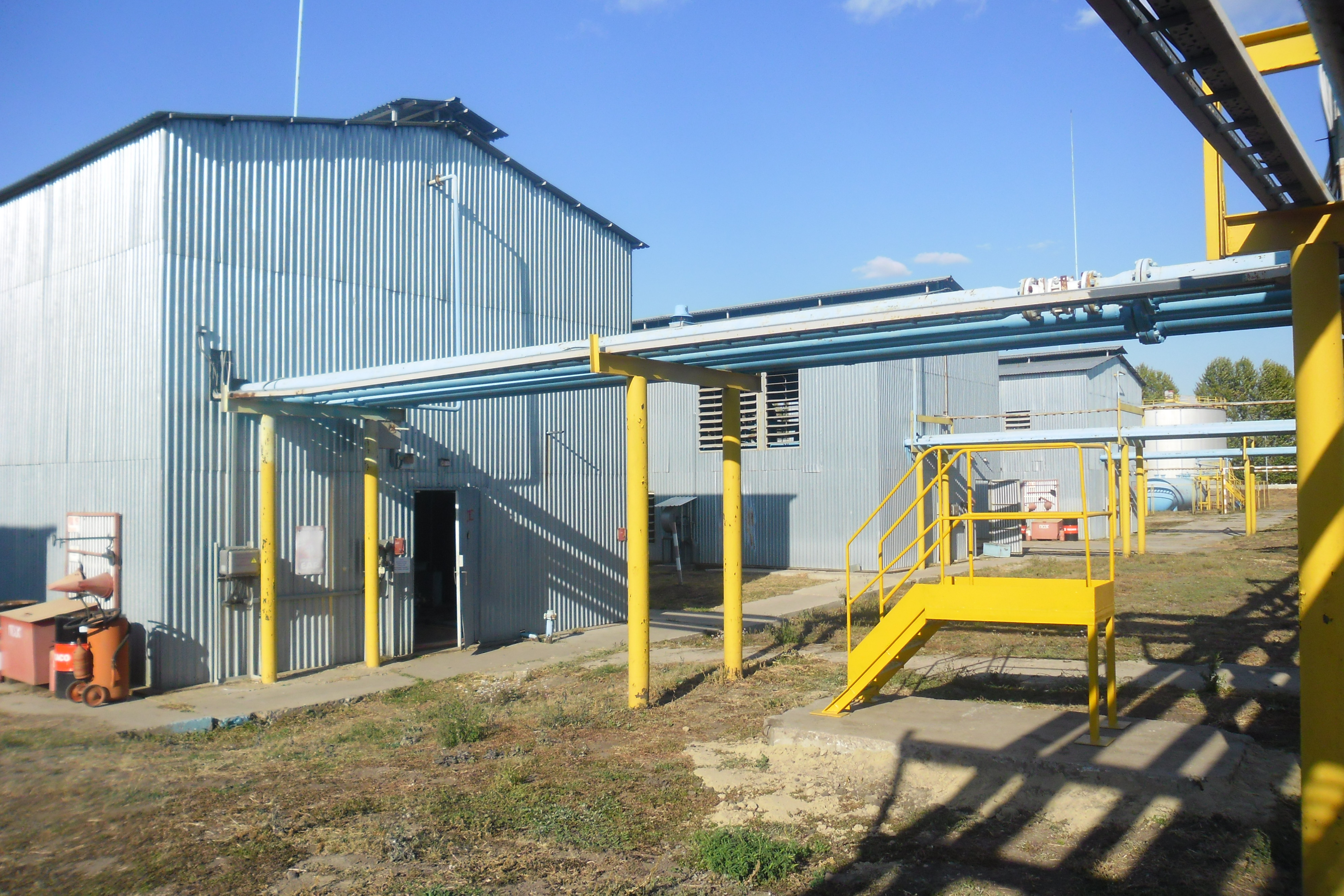
Газовий промисел. Компресорне відділення.

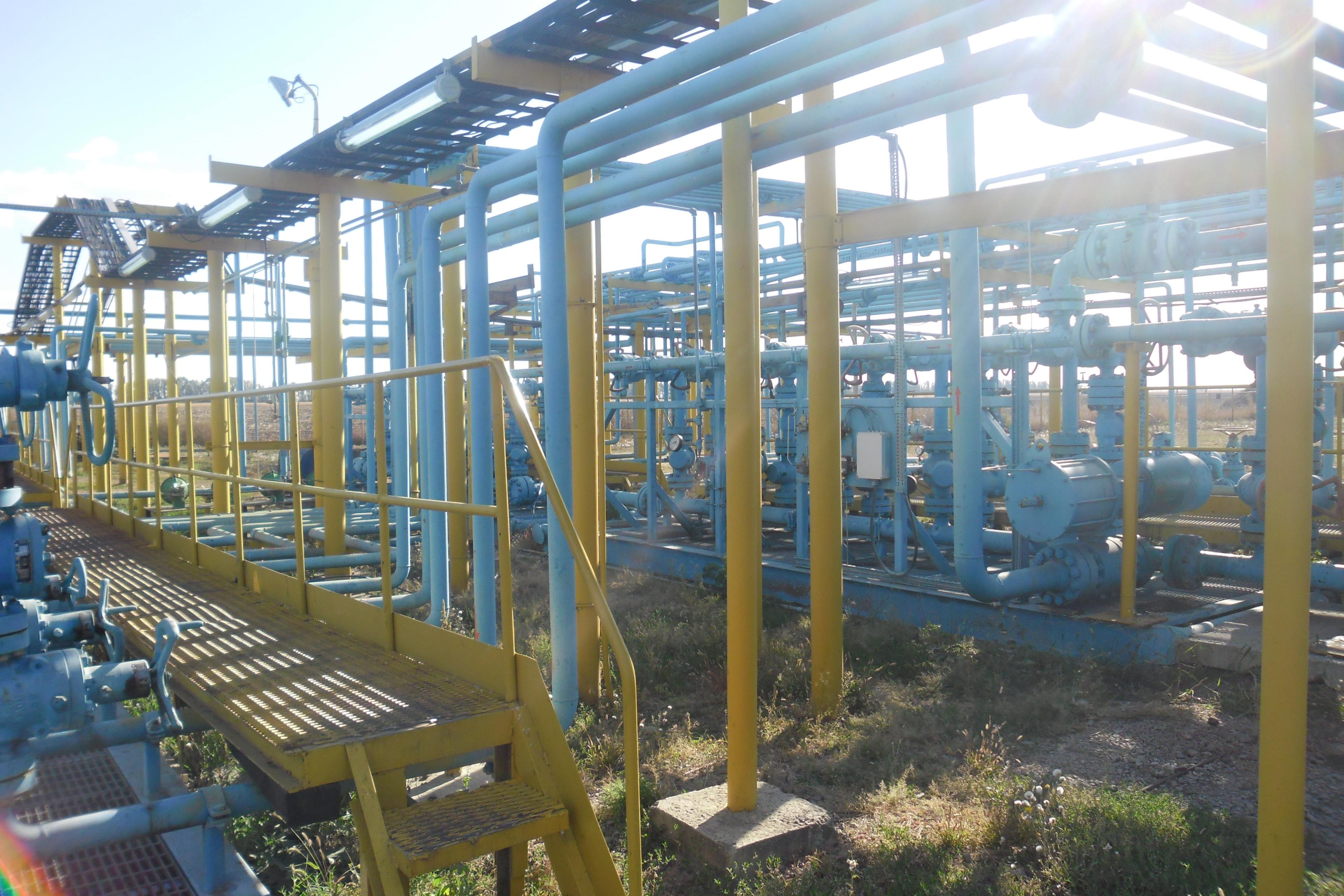
Газовий промисел.Ввідний термінал.

Газовий промисел.Сепараційна газо-кондесаторна установка.

Газовий промисел. Привод компресора.

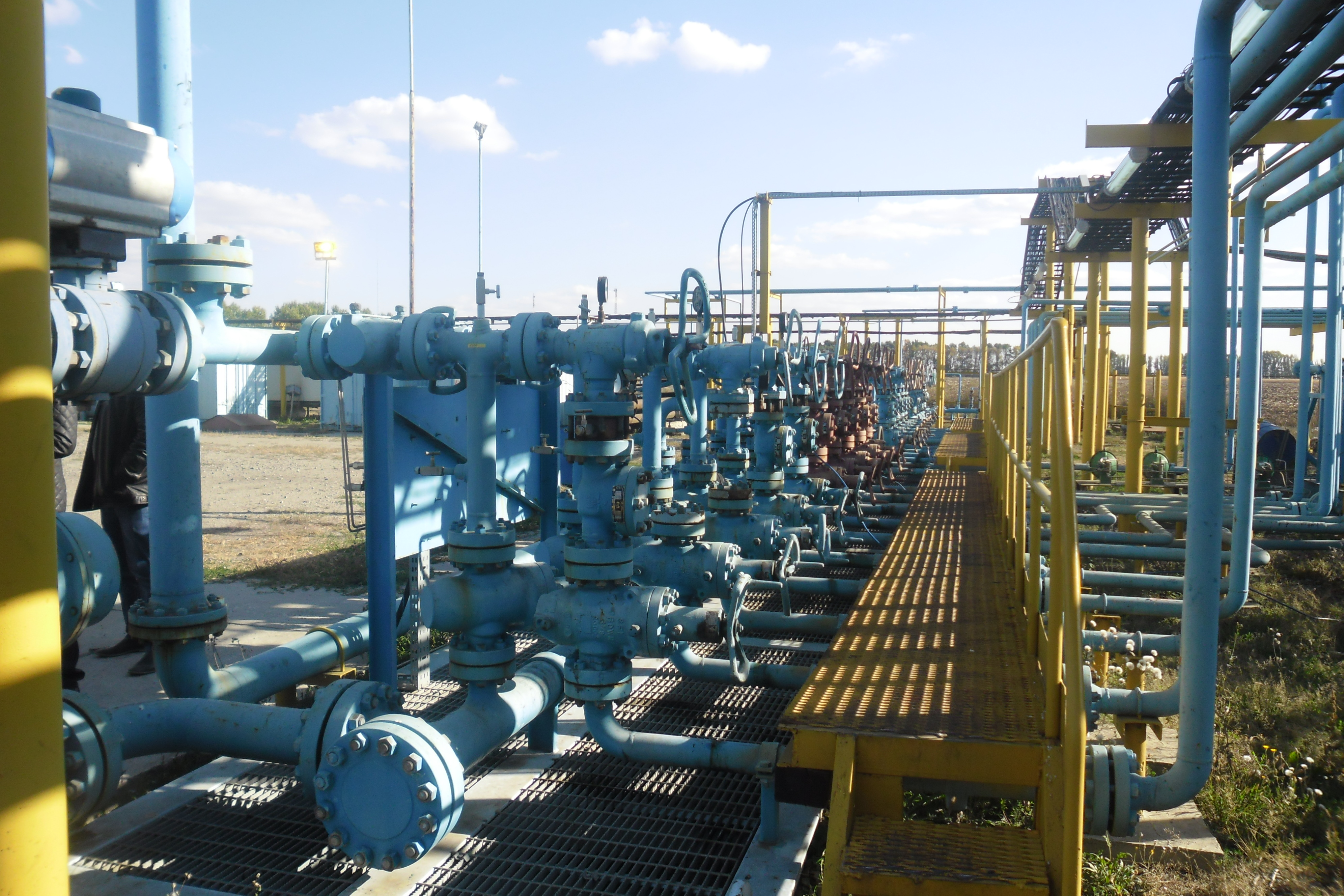
Газовий промисел. Маніфольдний блок.

Газовий промисел. Компресор.

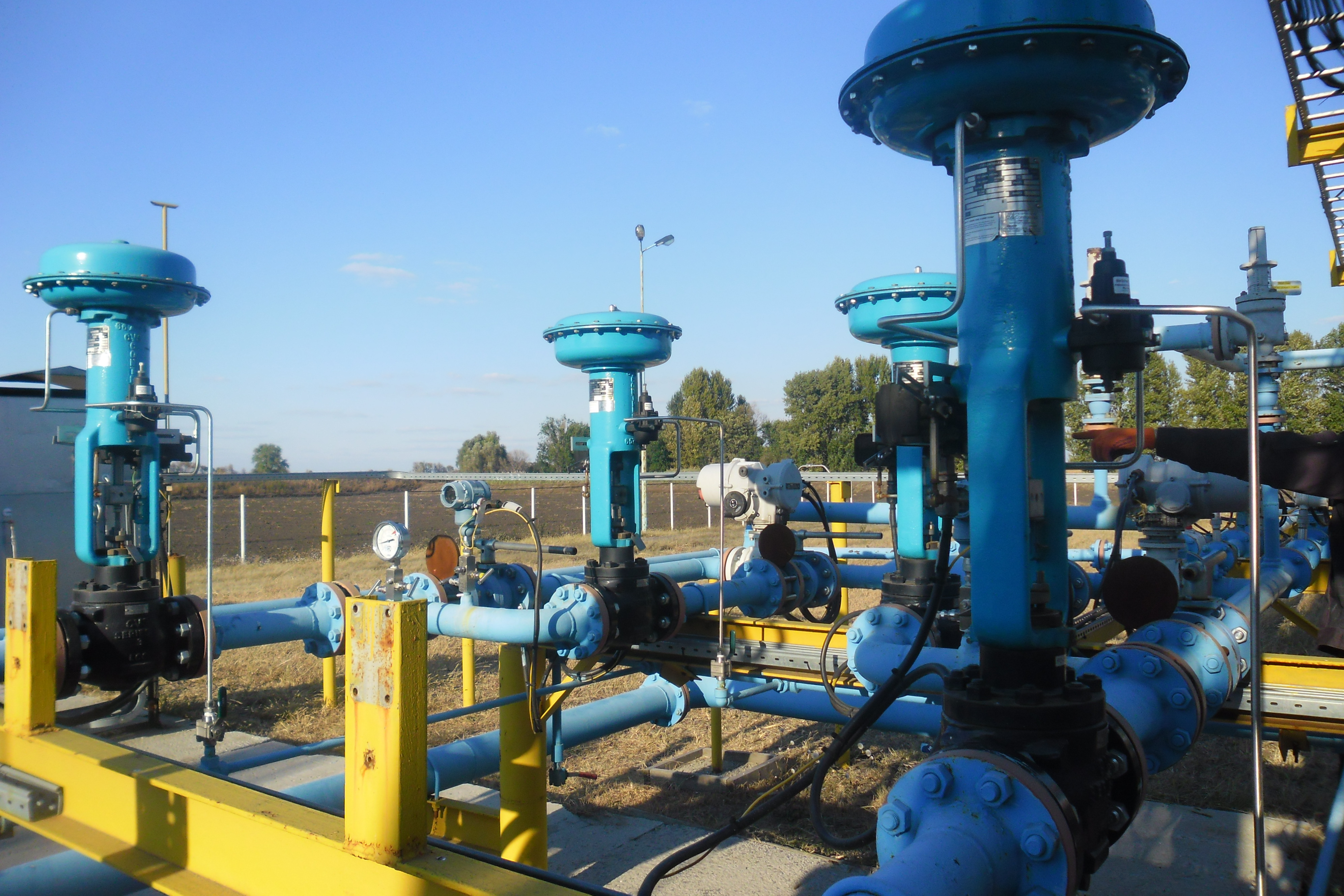
Газовий промисел. Блок вимірювання.

Газовий промисел. Привод засувки.

Газовий промисел. Ультразвукові датчики витрат газу.

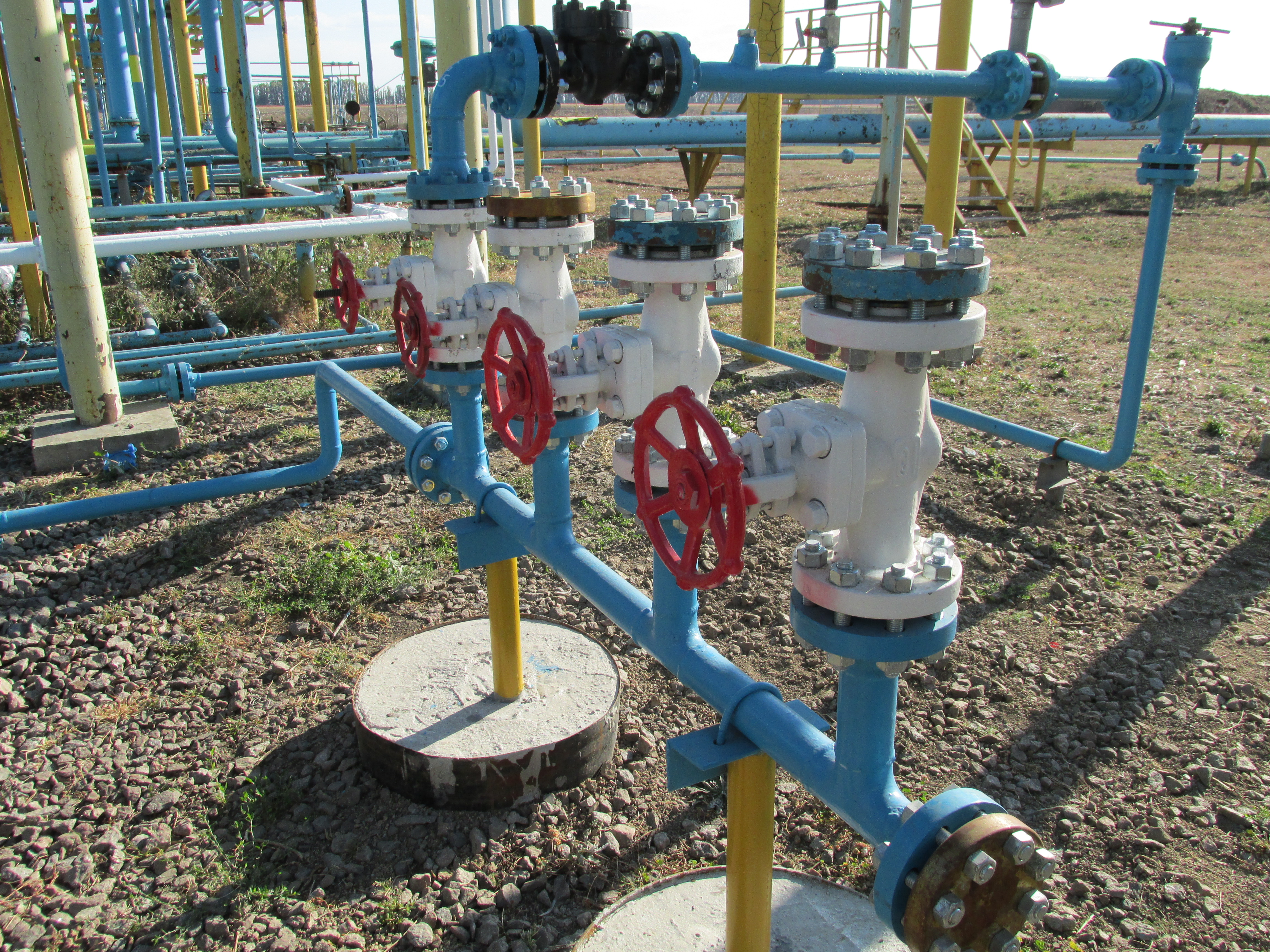
Газовий промисел.

Газовий промисел. Насоси.

Газовий промисел. Схеми промислового збору газу і конденсату
а ‒ лінійна; b ‒ променева; c ‒ кільцева; d ‒ групова;
1 ‒ свердловини; 2 ‒ шлейфи; 3 ‒ лінійний газозбірний колектор;
4 ‒ контур газоносності; 5 ‒ кільцевий газозбірний колектор
ГЗП ‒ груповий збірний пункт; МГ ‒ магістральний газопровід;
ГП ‒ газозбірний пункт

Га́зовий про́мисел (рос. газовый промысел, англ. gas field; нім. Gasbetrieb m, Gasfeld n) — технологічний комплекс, призначений для видобутку і збору та обробки газу і конденсату з окремих свердловин на площі родовища, а також обробки газу і конденсату з метою підготовки їх до подальшого транспортування.
Див. Нафтовий промисел

## Загальний опис. Споруди і комунікації
До основних споруд і комунікацій газових промислів належать експлуатаційні, спостережувальні та розвідувальні свердловини, газозбірні колектори, газозбірні пункти, компресорні станції. Допоміжні споруди і комунікації — об'єкти енергогосподарства, водопостачання, каналізації і зв'язку, механічні майстерні, транспортна мережа, автогосподарство, склади і т. д.
З газовим промислом безпосередньо стикується головний термінал газопроводу магістрального. На газовому промислі реалізована закрита система збирання, транспортування і оброблення газу та конденсату. Це зводить до мінімуму втрати і виключає забруднення довкілля. Здійснюється за рахунок ліквідації скидання токсичних вод, повернення газів дегазації з технологічних апаратів до загального потоку шляхом ежектування і компримування, вдосконалення технологічного обладнання. Видобування газу на промислі забезпечується фондом експлуатаційних свердловин, кількість, перебіг у часі зміни дебітів і система розміщення яких визначається запасами газу, будовою і кількістю продуктивних горизонтів, розмірами і конфігурацією покладу. На площі родовища свердловини розміщуються окремими об'єктами або кущами з 2-5 свердловин. Особливо ефективне кущове розміщення свердловин. Фонд експлуатаційних свердловин на родовищі не постійний, його збільшують в міру розробки покладу для компенсації зниження дебітів свердловин. Початкові дебіти свердловини змінюються приблизно від 100 тисяч до 1,5-2 млн м³ на добу. Контроль за розробкою родовища здійснюється на Г.п. з допомогою спостережних свердловин.
Промислова підготовка газу і конденсату до подальшого транспортування проводиться за одною із двох схем: децентралізованою і централізованою. При першій повне оброблення газу перед подаванням до магістрального газопроводу здійснюється на газових збірних пунктах. При другій схемі на збірних пунктах проводиться тільки збирання і первинна сепарація газу, а повний комплекс підготовки здійснюється на головних спорудах магістрального газопроводу.
Основні способи оброблення природного газу і конденсату на Г.п.: низькотемпературна сепарація газу, абсорбція, адсорбція, а також їх поєднання. Для транспортування обробленого газу з Г.п. в період, коли його тиск знижується, наближаючись до величини тиску в газопроводі магістральному, на головних спорудах вводиться в експлуатацію головна дотискна компресорна станція. Спеціальна факельна система - система для спалювання газів і парів, що утворюються в процесі підготовки газу до транспортування і не подаються в факельний колектор з різних причин (вміст сірководню понад 8 %, тиск у технологічній установці не забезпечує скид у загальну систему, схильність до полімеризації тощо).
Сучасні газові промисли характеризуються високим рівнем автоматизації та комп'ютеризації, що дозволяє здійснювати контроль і оперативне керування режимами експлуатації газових свердловин, установок комплексної підготовки газу і газового конденсату, газозбірної мережі, компресорних станцій і т. д.

## Схеми збору газу і конденсату на промислі
Див. також Система видобування, збирання і підготовки газу і газоконденсату
При розробці газових або газоконденсатних родовищ з невеликим вмістом вуглеводневого конденсату і при відсутності сірководню в складі пластового газу застосовують чотири схеми внутрішньопромислового збору газу: лінійну, променеву, кільцеву і групову (рис.).
Назва схеми збору обумовлюється конфігурацією газозбірного колектора. При цих схемах збору та внутрішньопромислового транспорту газу кожна свердловина має цільну технологічну нитку і комплекс обладнання для очищення газу від механічних домішок, рідин і запобігання утворенню кристалогідратів вуглеводневих газів (сепаратори, конденсатозбірники, установки для введення метанолу у потік газу тощо).
Газ із свердловин, пройшовши присвердловинні споруди по очищенню від твердих суспензій і рідин, по шлейфах направляється в загальний газозбірний колектор, промисловий газозбірний пункт (ГЗП) і магістральний газопровід. Вуглеводневий конденсат з присвердловинних споруд по самостійних трубопроводах, прокладених паралельно з газопроводами, направляється на ГЗП.
Конфігурація газозбірного колектора залежить від форми площі газоносності, числа і розміщення видобувних свердловин, числа газоносних пластів, складу газу у них, методів промислової обробки газу і способів вимірювання його об'єму.
Лінійний колектор застосовується, як правило, на газових родовищах з витягнутою площею газоносності, променева схема ‒ при роздільній експлуатації газових пластів з різними початковими тисками і складом газу, кільцевий колектор ‒ на великих за розмірами площах газоносності з великим числом свердловин і різними споживачами газу.
Лінійна, променева і кільцева схеми промислового збору і транспортування газу з присвердловинними спорудами і окремими технологічними нитками промислової обробки газу для кожної свердловини мають такі недоліки:
- промислове обладнання встановлено на великій території;
- свердловини з присвердловинним обладнанням для очищення, осушення і замірювання газу вимагають великого числа кваліфікованого обслуговуючого персоналу;
- значна довжина промислових доріг; металоємність комунікацій водопостачання, теплопостачання і доставки реагентів;
- складність пристрою і функціонування систем дистанційного вимірювання тиску, температур, витрат, управління технологічним режимом роботи свердловин і присвердловинного обладнання;
- значні втрати газу і конденсату у запірній арматурі і присвердловинних спорудах.

Останнім часом при розробці газоконденсатних родовищ застосовують групову колекторну схему збору, внутрішньо-промислового транспортування газу і конденсату. При цій схемі відділення твердих суспензій від газу, отримання вуглеводневого конденсату, вимірювання об’ємів сухого газу і конденсату проводять на газозбірному пункті (ГП), який називається установкою комплексної підготовки газу ‒ УКПГ, що розміщується, як правило, в центрі групи свердловин. Газ і конденсат від УКПГ по самостійних трубопроводах надходять на промисловий газозбірний пункт (ПГЗП) або головні споруди магістрального газопроводу (ГС).
Число газозбірних пунктів на родовищі залежить від розмірів газоносної площі і може коливатися в широких межах ‒ від 2‒4 до 25. При великому числі газозбірних пунктів число загальнопромислових газозбірних колекторів може бути більшим одного. У цьому випадку колектори сходяться у вигляді променів у одному пункті — на промисловому газозбірному пункті (ПГЗП) або головних спорудах. Якщо потік газу до споживачів розподіляється по протилежних напрямках, то число головних споруд може відповідати числу напрямків. Число свердловин, що підключаються до газозбірного пункту, досягає іноді 25 і залежить від схеми розміщення свердловин та від їх дебітів. Як правило, це число не перевищує 10‒12.
При промисловому облаштуванні можливі дві системи збору газу і конденсату: децентралізована і централізована.
Якщо остаточна підготовка газу проводиться на газозбірних пунктах, система називається децентралізованою. У цьому випадку газозбірний пункт являє собою комплекс споруд закінченого циклу промислової обробки газу і вуглеводневого конденсату, включаючи допоміжні об'єкти.
При централізованій системі на газозбиральних пунктах здійснюються лише збір і первинна сепарація газу. Остаточна підготовка газу, а також підготовка вуглеводневого конденсату до подальшого транспортування проводиться на головних спорудах.
На чисто газових родовищах, як правило, застосовується централізована система.
Децентралізовану систему використовують для високопродуктивних свердловин (1,5 ‒ 2 млн м³/добу) або коли транспортування необробленого газу утруднене, утворюються гідрати, випадає конденсат тощо.
У тих випадках, коли продуктивність газозбірних пунктів становить 10‒15 млн м3/добу, свердловини високодебітні, а для обробки газу застосовують низькотемпературну сепарацію, на газоконденсатних родовищах використовують децентралізовану систему збору газу. Ця система використовується також на родовищах з великими запасами газу, пластові тиски яких забезпечують тривалий термін роботи установок низькотемпературної сепарації (НТС).
У інших випадках на газоконденсатних родовищах доцільно використовувати централізовану систему збору і промислової обробки газу з повним циклом підготовки його до подальнього транспортування на головних спорудах.
Для остаточного вибору системи обробки газу повинні бути виконані техніко-економічні розрахунки двох варіантів схем: централізованого й децентралізованого. Якщо показники розрахунків будуть рівноцінними, то перевага надається централізованій системі.

## Переробка природного газу на промислі
На промислах природного газу застосовують сепаратори різних конструкцій: вертикальні, горизонтальні і кульові з різними внутрішніми і зовнішніми пристроями.
За принципом дії газові сепаратори діляться на:
- гравітаційні, в яких крапельки рідини і частинки породи осідають за рахунок сил маси;
- інерційні, в яких зазначені частинки осідають за рахунок сил інерції;
- насадочні, в яких використовуються сили адгезії (прилипання);
- сепаратори змішаного типу, в яких для відділення частинок і крапельок рідини використовуються названі в попередніх пунктах сили.

Ступінь ефективності роботи сепаратора Кеф, вимірюється відношенням фактично відсепарованого об’єму краплинної рідини (qф) до загального обсягу краплинної рідини, що знаходиться в газі (qзаг).

## Автоматизація газового промислу
Автоматизовані системи керування технологічними процесами (АСК ТП) діють на базі автоматики, обчислювальної і керуючої техніки, автоматизованих засобів збирання інформації і забезпечують управління газових промислів в цілому. Нижній рівень АСК ТП здійснює керування технологічними процесами підготовки і стабілізації газу та газового конденсату на УКПГ (головними спорудами — ГС) і реалізується засобами локальної автоматики і мікро-ЕОМ; верхній — автоматизоване керування всім газовим промислом і УКПГ (ГС), дотискними компресорними станціями та іншими об'єктами основного і допоміжного виробництва. Керує всіма об'єктами газового промислу центральний диспетчер. Дистанційне керування здійснюється системами промислової телемеханіки. ЕОМ нижнього і верхнього рівнів пов'язані між собою міжмашинним обміном. Впровадження АСК ТП значно прискорює введення в розробку нових родовищ і підвищує техніко-економічні показники роботи всього промислу.